# Lauren Williams (taekwondo)
Lauren Williams (Blackwood, 25 de mayo de 1999) es una deportista británica que compite en taekwondo.
Participó en los Juegos Olímpicos de Tokio 2020, obteniendo una medalla de plata en la categoría de –67 kg. Ganó cuatro medallas en el Campeonato Europeo de Taekwondo entre los años 2016 y 2022.

## Palmarés internacional
| Juegos Olímpicos   | Juegos Olímpicos         | Juegos Olímpicos  | Juegos Olímpicos |
| Año                | Lugar                    | Medalla           | Categoría        |
| ------------------ | ------------------------ | ----------------- | ---------------- |
| 2020               | Tokio (Japón)            | Medalla de plata  | –67 kg           |
| Campeonato Europeo |                          |                   |                  |
| Año                | Lugar                    | Medalla           | Categoría        |
| 2016               | Montreux (Suiza)         | Medalla de oro    | –67 kg           |
| 2018               | Kazán (Rusia)            | Medalla de oro    | –67 kg           |
| 2021               | Sofía (Bulgaria)         | Medalla de plata  | –67 kg           |
| 2022               | Mánchester (Reino Unido) | Medalla de bronce | –67 kg           |